# Хаура (мост)
Хаура или Хаурски мост (на английски: Howrah Bridge; на бенгалски: হাওড়া ব্রিজ) е конзолен мост над река Хугли в Западна Бенгалия, Индия.
Открит е през 1943 г. Мостът първоначално е наречен Ню Хура, тъй като заменя понтонния мост на същото място, свързвайки градовете Хаура и Калкута.
На 14 юни 1965 г. е преименуван на „Рабиндра Сету“ в чест на великия бенгалски поет Рабиндранат Тагор, който е първият индийски и азиатски нобелов лауреат.
Мостът е един от четирите моста на река Хугли и е известен като символ на Калкута и Западна Бенгалия. Той е 3-тият по големина конзолен мост при неговото изграждане и 6-ият по дължина такъв мост в света.